# Aptesis scabra
Aptesis scabra är en stekelart som beskrevs av Henry Keith Townes, Jr. 1962. Aptesis scabra ingår i släktet Aptesis och familjen brokparasitsteklar. Inga underarter finns listade.